# Gorges d'Arak
Les gorges de l'Arak sont une série de gorges désertiques situées dans la wilaya de Tamanrasset, en Algérie. Les gorges sont à environ 330 kilomètres de la ville de Tamanrasset. Sculptées par l'ancienne activité fluviale, les parois du canyon varient en hauteur de 250 à 500 m, et la base du canyon est maintenant un oued asséché.
Malgré le climat extrêmement sec (seulement 60 à 75 mm de précipitations par an), les plantes et les animaux rustiques du désert survivent dans les gorges. Les exemples incluent l'agama de roche à tête rouge, des traquets et des petits vautours. Il n'y a pas d'établissement humain permanent, dans le passé, dans les gorges, bien que des outils en pierre et des tumulus indiquent la présence humaine occasionnelle à travers l'histoire.
Actuellement, la route nationale 1 passe le bas de la vallée, a permis la construction du petit village d'Arak.

Carte topographique des gorges d'Arak